# Спадолини, Джованни
Джова́нни Спадоли́ни (итал. Giovanni Spadolini; 21 июня 1925, Флоренция — 4 сентября 1994, Рим) — итальянский журналист, историк, политик и государственный деятель, премьер-министр с 28 июня 1981 по 1 декабря 1982 года, первый послевоенный глава правительства не-член христианско-демократической партии (ХДП).

## Биография
Родился в зажиточной семье. Начал свою карьеру в 1944 году в журнале философа-идеалиста и одного из идеологов фашизма Джованни Джентиле. Был сторонником фашистской Республики Сало, придерживался крайне правых взглядов, был членом Республиканской фашистской партии в 1943—1945 годах. После окончания войны пересмотрел свои взгляды, став либералом.
В 1950 году окончил юридический факультет Флорентийского университета, и стал преподавать в нём же современную историю и заниматься журналистикой. В возрасте 25 лет стал профессором. Написал несколько книг историко-политической тематики, где в основном были исследования периода Рисорджименто.
С 1955 по 1968 год занимал пост главного редактора региональной итальянской газеты «il Resto del Carlino» в Болонье. В 1968 году переехал в Милан и до 1972 года проработал директором в крупнейшем национальном издании «Corriere della Sera».
В 1972, 1976 и 1979 годах избирался в Сенат Италии от Республиканской партии (ИРП).
С 1974 по 1976 год был членом кабинета министров при А. Моро, в качестве министра по охране памятников культуры, окружающей среды и по делами научных исследований. С марта по август 1979 года министр народного просвещения в правительстве Дж. Андреотти. После смерти политического секретаря Республиканской партии Ugo La Malfa, в сентябре 1979 года стал его преемником и возглавлял республиканцев по 1987 год.
28 июня 1981 года сформировал и возглавил кабинет министров с участием ХДП, ИРП, либеральной, социалистической (СПИ) и социал-демократической партий, который просуществовал до 1 декабря 1982 года, когда разразился острый конфликт между главой казначейства Н. Андреатта (ХДП) и министром финансов Р. Формика (ИСП) и социалисты перестали поддерживать правительство. В 1982 году отказался встретиться с Я. Арафатом во время его официального визита в Италию, мотивировав это его соучастием в террористических акциях.
С 1983 по 1987 год был министром обороны в кабинете Б. Кракси.
Со 2 июля 1987 по 14 апреля 1994 года был председателем Сената Республики (получил 249 голосов в первом туре в 1987 году и 188 в третьем туре в 1992 году). С 26 июня по 11 июля 1989 года после кризиса и отставки правительства Ч. де Мита, неудачно пытался сформировать новое правительство.
В 1990 году был назначен президентом основанного Бенедетто Кроче Итальянского института исторических исследований.

Был председателем Сената с 1987 по 1994 год и пожизненным сенатором с 1991 года. В апреле 1994 года вновь выдвигался на пост председателя Сената, но проиграл 1 голос К. Сконьямильо.
Умер от рака 4 сентября 1994 года.
В ходе операции «Чистые руки» в 1992—1993 годах был проверен в коррупционном плане и оказался одним из немногих совершенно честных политиков. Был сторонником светского государства, по некоторым источникам был даже атеистом. Многими историками политики считается одним из лучших итальянских государственных деятелей, ценится за свою глубокую интеллектуальную культуру и отличное знание национальной истории.

Считался одним из лучших в Италии знатоков биографии Наполеона Бонапарта, которую изучал более полувека.

## Произведения
Автор многих книг по новейшей истории Италии, в частности, об отношениях между государством и церковью и об основных политических партиях страны, в том числе:
- «Социалистическое папство» (1964),
- «Джолитти — целая эпоха» (1969),
- «Осень Рисорджименто» (1971),
- «Радикалы XIX века» (1972),
- «Люди, сотворившие Италию» (в 2-х томах; 1972, 1990, 1993),
- «Два Рима» (1975),
- «Католическая оппозиция» (1976),
- «Вопрос конкордата. Из неопубликованных документов комиссии М. Гонелла» (1976),
- «Тысяча лет Флоренции» (1977), «Италия разума» (1978, «Последний Ла Мальфа» (1979),
- «Республиканцы после единства» (1979),
- «Между Кардуччи и Гарибальди» (1981),
- «Гарибальдийские традиции и итальянская история» (1982),
- «Партия демократии» (1983),
- «Католицизм и Рисорджименто» (1986),
- «В прямом эфире с прошлым. Темы и фигуры современной истории» (1994).

## Награды
- Великий офицер ордена Святой Агаты (1958, Сан-Марино)[2]